# Welterbe in den Vereinigten Arabischen Emiraten

Zum Welterbe in den Vereinigten Arabischen Emiraten gehören (Stand 2025) zwei UNESCO-Welterbestätten des Weltkulturerbes. Die Vereinigten Arabischen Emirate sind der Welterbekonvention 2001 beigetreten. Die erste Welterbestätte wurde 2011 in die Welterbeliste aufgenommen, die letzte 2025.

## Welterbestätten
Die folgende Tabelle listet die UNESCO-Welterbestätten in den Vereinigten Arabischen Emiraten in chronologischer Reihenfolge nach dem Jahr ihrer Aufnahme in die Welterbeliste (K – Kulturerbe, N – Naturerbe, K/N – gemischt, (G) – auf der Liste des gefährdeten Welterbes).
| Bild                 | Bezeichnung                                                                     | Jahr | Typ | Ref. | Beschreibung |
| -------------------- | ------------------------------------------------------------------------------- | ---- | --- | ---- | --- |
| (weitere Bilder)     | Kulturstätten von Al Ain (Hafit, Hili, Bidaa Bint Saud und Oasengebiete) (Lage) | 2011 | K   | 1343 | umfasst Hafit, Hili, Bidaa Bint Saud und Oasengebiete in der Gegend der Stadt al-Ain Erfüllte Kriterien für Weltkulturerbe: iii., iv., v. |
| Paläolandschaft Faya | Paläolandschaft Faya                                                            | 2025 | K   | 1735 | Erfüllte Kriterien für Weltkulturerbe: iii., v.                                                                                           |

## Tentativliste
In der Tentativliste sind die Stätten eingetragen, die für eine Nominierung zur Aufnahme in die Welterbeliste vorgesehen sind. Mit Stand 2025 sind 16 Stätten in der Tentativliste der Vereinigten Arabischen Emirate eingetragen, die letzten Eintragungen erfolgten im Mai 2023.
Die folgende Tabelle listet die Stätten in chronologischer Reihenfolge nach dem Jahr ihrer Aufnahme in die Tentativliste.
| Bild                                                                          | Bezeichnung                                                                   | Jahr | Typ | Ref. | Beschreibung |
| ----------------------------------------------------------------------------- | ----------------------------------------------------------------------------- | ---- | --- | ---- | --- |
| BW                                                                            | Siedlung und Friedhof auf der Umm-an-Nar-Insel (Lage)                         | 2012 | K   | 5660 | archäologische Stätte auf der Insel Umm an-Nar |
| Insel Sir Abu Nu’ayr                                                          | Insel Sir Abu Nu’ayr (Lage)                                                   | 2012 | N   | 5661 | |
| Khor Dubai                                                                    | Khor Dubai (Lage)                                                             | 2012 | K   | 5662 | |
| BW                                                                            | ed-Dur (Lage)                                                                 | 2012 | K   | 5663 | eine der größten archäologischen Stätten in den Vereinigten Arabischen Emiraten oberhalb des Khor-Al-Beidha im Emirat Umm al-Qaiwain                                   |
| al-Badiyya-Moschee                                                            | al-Badiyya-Moschee (Lage)                                                     | 2012 | K   | 5665 | Lehmmoschee in al-Badiyya im Emirat Fudschaira |
| Schardscha: Das Tor zu den Trucial States                                     | Schardscha: Das Tor zu den Trucial States (Lage)                              | 2014 | K   | 5941 | Die Hafenstadt Schardscha war im 19. und 20. Jahrhundert der wichtigste Zugang zu den sogenannten Trucial States, die heute die Vereinigten Arabischen Emirate bilden. |
|                                                                               | Abu Dhabi Sabkha                                                              | 2018 | N   | 6352 | Sabcha an der Küste von Abu Dhabi |
| Shimal                                                                        | Shimal                                                                        | 2020 | K   | 6466 | |
| Kulturlandschaft von Dhayah                                                   | Kulturlandschaft von Dhayah                                                   | 2020 | K   | 6463 | |
| Die Stadt des Perlenhandels Jazirat Al-Hamra                                  | Die Stadt des Perlenhandels Jazirat Al-Hamra                                  | 2020 | K   | 6464 | |
| Handelsstadt Julfar                                                           | Handelsstadt Julfar                                                           | 2020 | K   | 6465 | |
| Wadi Wurayah Nationalpark                                                     | Wadi Wurayah Nationalpark                                                     | 2021 | N   | 6554 | |
| Wadi Al Helo: Zeugnis der Kupferproduktion in der Bronzezeit                  | Wadi Al Helo: Zeugnis der Kupferproduktion in der Bronzezeit                  | 2023 | K   | 6641 | |
| Die Felsenkunst des Emirats Schardscha                                        | Die Felsenkunst des Emirats Schardscha                                        | 2023 | K   | 6642 | War bereits in Nominierungen von 2012 und 2018 enthalten. Vier Stätten der Felsenkunst im Emirat Schardscha.                                                           |
| Mleiha, spätes vorislamisches Zentrum des Südöstlichen Arabischen Königreichs | Mleiha, spätes vorislamisches Zentrum des Südöstlichen Arabischen Königreichs | 2023 | K   | 6643 | |
| Archäologische Landschaft von Hatta (Emirat von Dubai)                        | Archäologische Landschaft von Hatta (Emirat von Dubai)                        | 2023 | K   | 6664 | |